# Ritratti (Mia Martini)
Ritratti è un album raccolta di Mia Martini, pubblicata nel 1991 dalla Ricordi.

## Tracce
1. Minuetto
2. Sensi-Volesse il cielo
3. Agapimu
4. Donna sola
5. Nevicate
6. Domani
7. Il viaggio
8. Ritratti della mia incoscienza
9. Occhi tristi
10. Dimmelo tu
11. La malattia